# Manu Tuilagi
Etuale Manusamoa Tuilagi (* 18. května 1991 Fogapoa, Savai'i) je samojský ragbista hrající na pozici tříčtvrtky za francouzský klub Bayonne a za anglickou reprezentaci. S klubem Leicester Tigers vyhrál v roce 2010 a 2013 anglickou ligu a s klubem Sale Sharks vyhrál v roce 2020 Anglický pohár. 
S reprezentací Anglie skončil druhý na Mistrovství světa v ragby 2019 a vyhrál s ní v roce 2016 a 2020 Six Nations. Reprezentační premiéru za Anglii si připsal v roce 2011 proti Walesu. V roce 2013 byl členem Britských a Irských lvů. 
Narodil se v Samoe a do Anglie odešel ve dvanácti letech. Má pět bratrů a všichni hráli za Samou. Má i sestru – dvojče.